# 한민고등학교
한민고등학교(韓民高等學校)는 대한민국 경기도 파주시 광탄면 용미리에 위치한 사립 고등학교이다.

## 학교 연혁
- 2011년 10월 3일 : 제1대 김태영 이사장 취임[1]
- 2011년 10월 4일 : 법인설립 허가
- 2012년 3월 2일 : 학교설립계획 승인
- 2013년 10월 15일 : 학교설립 인가
- 2014년 3월 1일 : 제1대 전영호 교장 취임
- 2014년 3월 3일 : 개교식 및 제1회 입학식
- 2017년 2월 3일 : 제1회 졸업식 (364명)
- 2020년 1월 9일 : 제3대 홍두승 이사장 취임
- 2022년 3월 1일 : 제3대 신병철 교장 취임
- 2024년 2월 6일 : 제8회 졸업식(329명)

## 참고 자료
- 한민고등학교 - 한국교육학술정보원 학교알리미